# Suicide Blonde
Singles de INXS
Mystify
(1989) Disappear
(1990)
Suicide Blonde est une chanson du groupe rock australien INXS figurant sur l'album X. Elle en est le premier extrait en single sorti en Australie le 2 septembre 1990.
Le single obtient un franc succès à travers le monde. Il arrive notamment en tête des classements musicaux au Canada, en Nouvelle-Zélande ou dans le Mainstream Rock Tracks chart et le Hot Modern Rock Tracks établis par le Billboard magazine aux États-Unis.
Les paroles de la chanson auraient été inspirée à Michael Hutchence par sa compagne de l'époque, Kylie Minogue, qui avait dû se teindre les cheveux en blond suicidaire pour les besoins du tournage d'un film,.
Le clip est réalisé par Richard Lowenstein.

## Liste des titres
- 45 tours
  1. Suicide Blonde - 3:53
  2. Everybody Wants U Tonight (Jon Farriss) — 5:09

- Maxi 45 tours
  1. Suicide Blonde (Devastation Mix) — 6:19
  2. Suicide Blonde (Milk Mix) — 5:40
  3. Everybody Wants U Tonight — 5:09

- CD Single
  1. Suicide Blonde (7" Version) - 3:53
  2. Suicide Blonde (Demolition Mix) - 6:45
  3. Everyone Wants U Tonight - 5:11
  4. Suicide Blonde (7" Nik Mix) - 4:05

- CD Maxi
  1. Suicide Blonde (7" Version) - 3:53
  2. Suicide Blonde (Demolition Mix) - 6:53
  3. Everyone Wants U Tonight - 5:08
  4. Suicide Blonde (Milk Mix) - 5:41

## Classements hebdomadaires
| Classement (1990)                         | Meilleure position |
| ----------------------------------------- | ------------------ |
| Allemagne (GfK Entertainment)             | 23                 |
| Autriche (Ö3 Austria Top 40)              | 24                 |
| Australie (ARIA)                          | 2                  |
| Belgique (Flandre Ultratop 50 Singles)    | 4                  |
| Canada (RPM 100 Singles)                  | 1                  |
| États-Unis (Billboard Hot 100)            | 9                  |
| États-Unis (Alternative Songs)            | 1                  |
| États-Unis (Mainstream Rock Tracks chart) | 1                  |
| France (SNEP)                             | 23                 |
| Irlande (IRMA)                            | 3                  |
| Nouvelle-Zélande (RMNZ)                   | 1                  |
| Pays-Bas (Single Top 100)                 | 9                  |
| Royaume-Uni (UK Singles Chart)            | 11                 |
| Suède (Sverigetopplistan)                 | 16                 |
| Suisse (Schweizer Hitparade)              | 11                 |

## Certifications
| Pays              | Certification | Unités certifiées |
| ----------------- | ------------- | ----------------- |
| Australie (ARIA)  | Or            | 35 000            |
| États-Unis (RIAA) | Or            | 500 000           |